# Madrigal (Caylloma)
Madrigal es una localidad peruana situada en el distrito homónimo, en la provincia de Caylloma, departamento de Arequipa. Según el censo de 2017, tiene una población de 641 habitantes.
Está ubicada a una altitud de 3300 m s. n. m.
La localidad de Madrigal fue declarada monumento histórico del Perú el 30 de junio de 1986 mediante el RM N° 329-86-ID.